# Tunnel Lange Issel
Der Tunnel Lange Issel ist ein 1015 m langer Eisenbahntunnel der Schnellfahrstrecke Köln–Rhein/Main. Er liegt südlich der rheinland-pfälzischen Ortsgemeinde Nentershausen.

## Verlauf

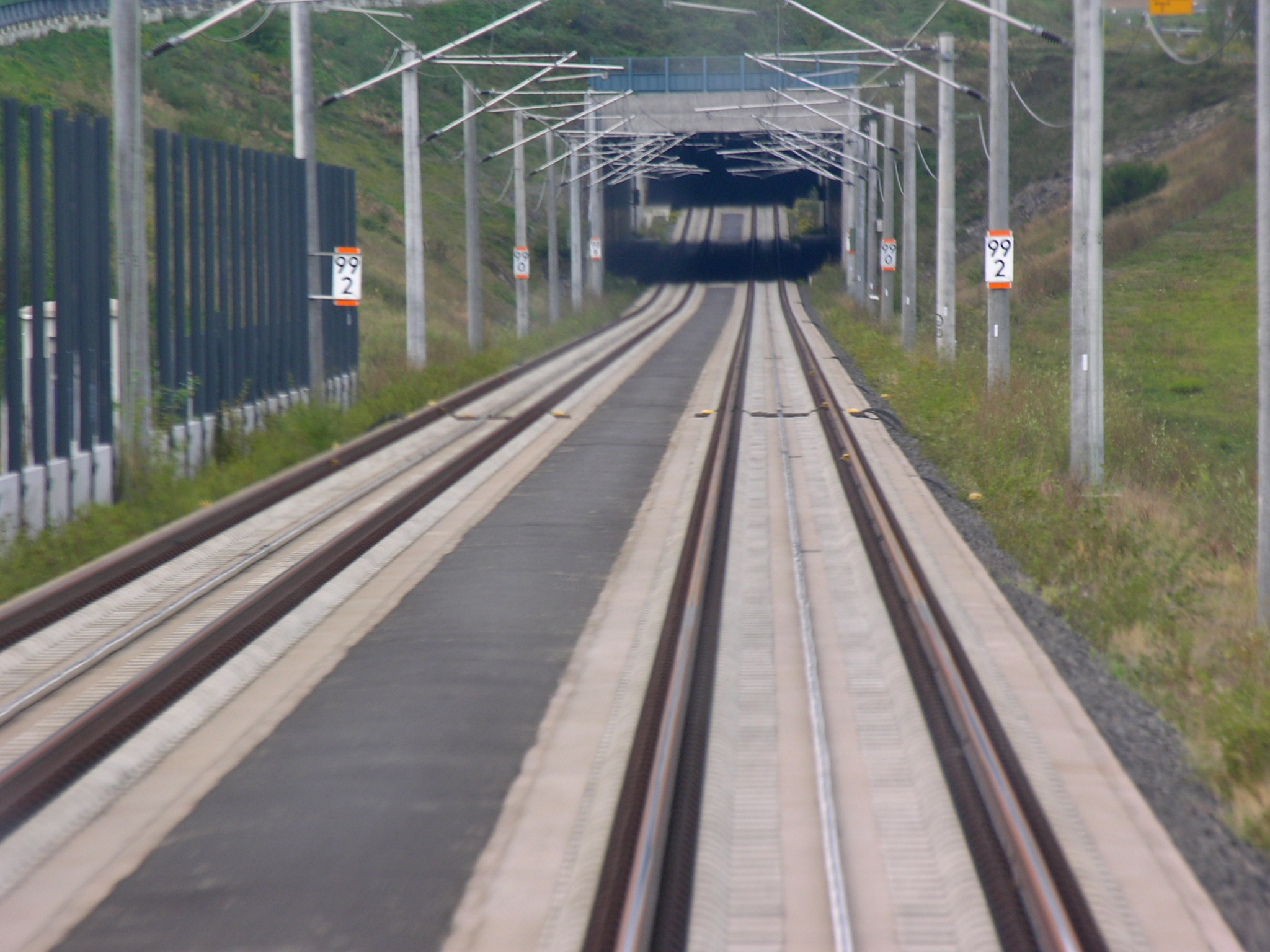
Der Tunnel "Lange Issel" folgt auf die im Bild zu sehende Senke. Es ist der einzige Tunnel der Strecke, der unmittelbar an einem solchen Wechsel von Gefälle, Senke und Steigung liegt.

Die Trasse verläuft im Tunnel gerade.
Im Tunnel unterquert die Strecke die Bundesautobahn 3 sowie die Landesstraßen 317 und 318. In der Nähe des Ostportals wird darüber hinaus die Anschlussstelle Diez in einem separaten Bauwerk unterquert.
Die Gradiente fällt im Tunnel durchgehend Richtung Frankfurt am Main ab. Im Bereich des Ostportals liegt dabei ein Wendepunkt des Höhenbands, ab dem die Strecke ansteigt.
Nach jeweils einem Abschnitt freier Strecke folgen westlich der Tunnel Eichen-Diekenscheid und östlich der Tunnel Elzer Berg.

## Geschichte
Bereits Ende 1995 lag die geplante Länge des Bauwerks bei 1015 m. Zu diesem Zeitpunkt war das Raumordnungsverfahren abgeschlossen.
Die Bauarbeiten wurden am 9. Juni 1999 offiziell begonnen. Der Tunnel ging dabei als letzte Röhre im Baulos B der Neubaustrecke in Bau. Als Tunnelpatin fungierte Ursula Greiser, die Ehefrau des Ortsbürgermeisters von Nentershausen, Hans-Jürgen Greiser. Mehr als tausend Bürger folgten der Einladung, am Rande der Feierlichkeiten zum Tunnelanschlag einen Blick in das Tunnelbauwerk zu werfen.
Das Bauwerk wurde größtenteils in bergmännischer Bauweise erstellt, lediglich die Unterfahrung der Landesstraße L 318 wurde in offener Bauweise angelegt.
Im 2. Halbjahr 2014 sollten die Schienen im Tunnel gewechselt werden.